# Саакдухт

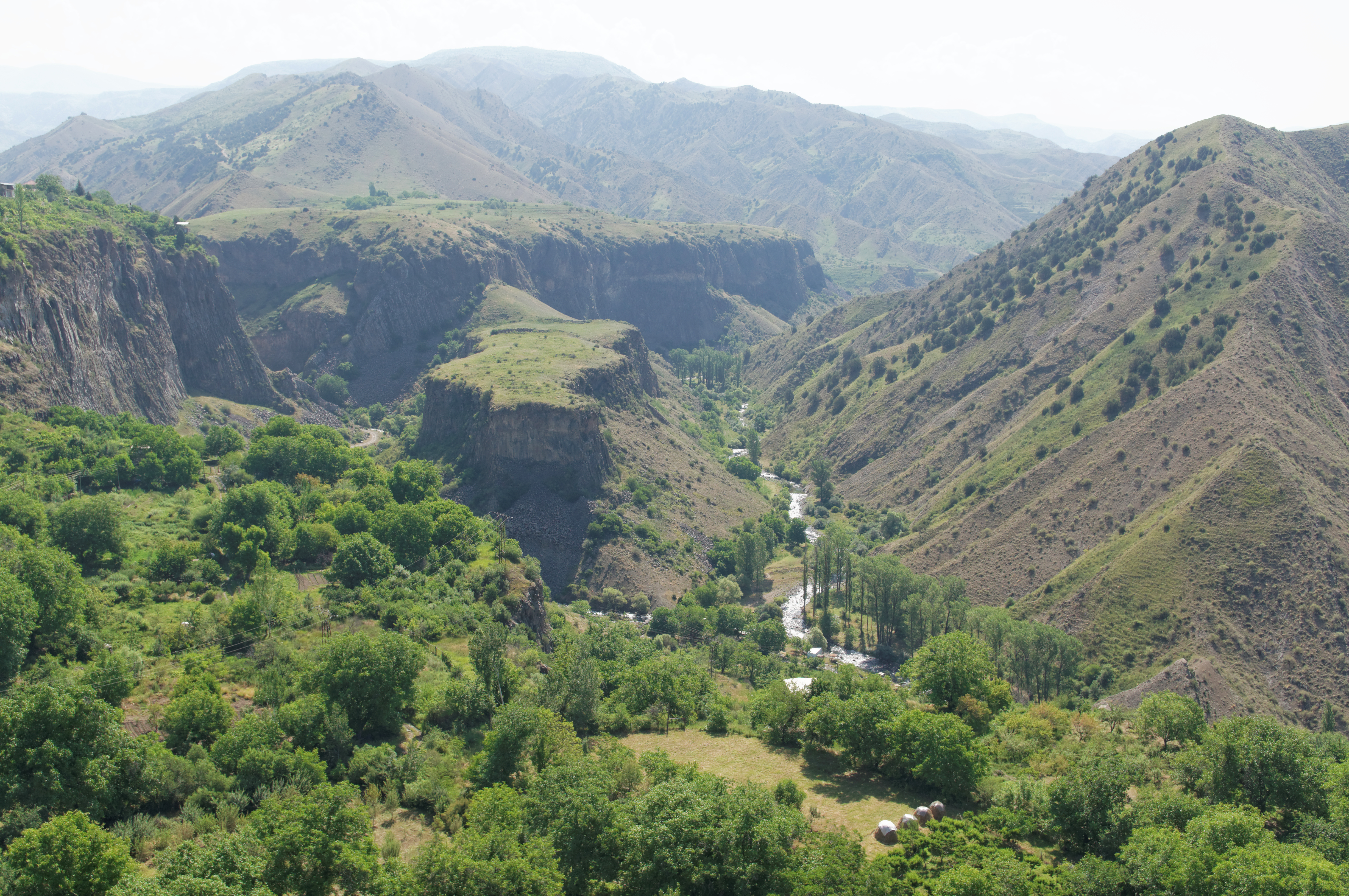
Долина Гарні, де Саакдухт провела більшу частину свого життя аскеткою, живучи в печері.

Саакду́хт (Саакду́хт Сюнеці́; вірм. Սահակադուխտ) (точні дати народження та смерті невідомі) — вірменська поетеса, композиторка і педагогиня початку VIII століття. Перша відома жінка вірменської літератури та музики. Разом зі своєю трохи пізнішою сучасницею Хосровідухт, вона є однією з найдавніших жінок-композиторів в історії. 
Саакдухт та її брат Степанос Сюнеці, що став відомим композитором і теоретиком музики, здобули освіту в Двіні. Згодом вона стала аскеткою та проводила своє життя живучи в печері (гроті) долини Гарні, де писала і викладала музику. Хоча вважається, що нею було написано багато християнської музики, зокрема до Діви Марії, зберігся лише один шаракан, акровірш «Սրբուհի Մարիամ» («Свята Марія»). Твір демонструє значні стилістичні зв'язки з тогочасними візантійськими теотокіонами та канонами. Не дивлячись на те, що цей твір не увійшов до загальної шараканської літургії, вважається, що творчість Сахакдухт в цілому справила значний вплив на подальші шаракани. Вона ввела певні фрази в популярний вжиток і, за словами етномузиколога Шахана Арзруні, «допомогла сформувати розвиток жанру протягом наступних століть».
Дочка високопоставленого церковнослужителя Двінського католикосату Саака, сестра Степаноса Сюнеці. 
Згідно з Степаносом Орбеляном, Саакдухт вела самітницьке життя поблизу Гарні, де й померла. 
Саакдухт займалася поезією та музикою, мала учнів, яким викладала, сидячи за завісою. Степанос Орбелян згадує один з її віршів (акростих), присвячений Богоматері. Текст твору був виявлений та виданий єпископом, філологом Н. Цоваканом. Перші літери вірша утворюють ім'я його авторки — Саакдухт. Твори Саакдухт вплинули на творчість вірменських авторів наступних століть. 